# Die Schneekönigin (1967)
Die Schneekönigin (Originaltitel: russisch Снежная королева, Sneschnaja korolewa) ist ein sowjetischer Märchenfilm von Gennadi Kasanski aus dem Jahr 1967, der auf dem Märchen Die Schneekönigin von Hans Christian Andersen beruht.

## Handlung
Die Großmutter der Ziehgeschwister Kai und Gerda bekommt an einem Winterabend Besuch von einem unfreundlichen Fremden, einem reichen Kommerzienrat, der unbedingt ihre Rosen haben will, um sie teuer weiterzuverkaufen. Die Großmutter weigert sich jedoch vehement, da die Blumen ein Geschenk ihres Untermieters sind, eines Märchenerzählers, und man Geschenke nicht verkaufen dürfe. Der Fremde kündigt an, sich dafür zu rächen und bei seiner Königin, der Schneekönigin, zu beschweren. Diese erscheint kurz darauf und will Kai mitnehmen; sie bietet dem Jungen dafür ein Leben in ewigem Wohlstand. Als Kai sich weigert, gibt die Schneekönigin ihm zum Abschied einen Kuss, wodurch sich das Herz des Jungen in einen Eisklumpen verwandelt.
Nur wenig später hängt sich Kai mit seinem Schlitten an den Pferdeschlitten der Schneekönigin und wird entführt. Als er im Frühjahr noch immer nicht zurückgekehrt ist, macht sich Gerda auf die Suche nach ihrem Bruder. Dabei begegnen ihr der Rabe Karl und dessen Freundin, die Krähe Klara. Die beiden erzählen ihr, dass Kai möglicherweise der Bräutigam der Prinzessin Elsa geworden sei, und bringen Gerda zum Schloss. Bei dem Prinzen handelt es sich jedoch nicht um Kai, sondern einen jungen Mann namens Klaus. Er und Elsa haben durch die geschwätzige Elster, eine Verwandte von Karl und Klara, jedoch schon von Gerda und Kai gehört und stellen dem Mädchen eine goldene Kutsche zur Verfügung, damit Gerda sicher zum Palast der Schneekönigin gelangen kann, um Kai zu retten. Als Elsas eigentlich gutmütiger Vater, der König, Gerda auf Druck des Kommerzienrates einkerkern will, kommt ihr der Märchenerzähler zu Hilfe und duelliert sich mit dem Kommerzienrat. Mit Hilfe von Klaus und Elsa können die beiden schließlich entkommen.
Um Gerda doch noch aufzuhalten, setzt der Kommerzienrat eine Räuberhauptfrau und deren Bande auf die Goldkutsche an. Die Räuber freuen sich über die leichte Beute und wollen Gerda dem Kommerzienrat ausliefern. Als aber die Tochter der Räuberhauptfrau Gerda als Spielkameradin für sich behält, beauftragt der Kommerzienrat einen der Räuber, das Mädchen umzubringen. Dieser schleicht sich nachts zu Gerda in die Räuberhöhle, entpuppt sich aber als der verkleidete Märchenerzähler und befreit sie. Die Räubertochter ertappt die beiden bei der Flucht, lässt sich schließlich aber erweichen, Gerda gehen zu lassen und gibt ihr ihr sprechendes Rentier mit, das den Weg zum Palast der Schneekönigin kennt.
Als Gerda den Palast der Schneekönigin erreicht, ist diese unterwegs, um den Frühling aufzuhalten. Kai soll in der Zwischenzeit das Wort „Ewigkeit“ aus Eissplittern zusammensetzen; als Belohnung hat ihm die Schneekönigin die ganze Welt und ein paar neue Schlittschuhe versprochen. Der innerlich vereiste Kai weigert sich zunächst, mit Gerda mitzugehen, taut aber wieder auf, als er von seiner weinenden Schwester umarmt wird und sie ihm von zu Hause erzählt. Als die beiden den Palast bereits verlassen haben, taucht plötzlich die Schneekönigin auf und versucht, die Geschwister zurückzuhalten; jedoch vergeblich, da Gerda vor nichts mehr Angst und Kai kein kaltes Herz mehr hat.
Die Nachricht von Kais Rettung verbreitet sich schnell unter allen Freunden, die Gerda auf ihrer Reise getroffen hat. Die Großmutter schließt ihre Enkelkinder glücklich in die Arme und der Märchenerzähler meint, dass nichts und niemand sie jemals trennen könne, solange sie alle immer zusammenhalten würden.

## Produktionsnotizen, Veröffentlichung
Produziert wurde der Film von Lenfilm. Drehort war u. a. die Altstadt (Domstadt) von Tallinn. Der 1966 bei Lenfilm produzierte Kinderfilm hatte am 6. November 1967 seine sowjetische Premiere. Am 15. Dezember 1967 lief er in den Kinos der DDR an. Seine bundesdeutsche Erstaufführung erfolgte am 25. Dezember 2001 im Fernsehen im Programm des MDR.
Veröffentlicht wurde der Film zudem in Ungarn, Frankreich, Griechenland, Polen sowie unter dem Titel The Snow Queen in den USA.
Die Icestorm Entertainment GmbH gab den Film am 4. Januar 2005 innerhalb der Reihe „Die schönsten Märchenklassiker der russischen Filmgeschichte“ mit einer deutschen Tonspur auf DVD heraus. Am 16. September 2016 wurde der Film von der Edel Germany GmbH auf DVD veröffentlicht. Am 12. Oktober 2023 erschien der Film auf Blu-ray von der Fernsehjuwelen GmbH.

## Synchronisation
Die deutsche Synchronfassung entstand beim DEFA-Studio für Synchronisation, Berlin. Wolfgang Woizick schrieb das Dialogbuch und Monika Thiel führte Regie.
| Rolle            | Schauspieler        | Sprecher           |
| ---------------- | ------------------- | ------------------ |
| Großmutter       | Jewgenija Melnikowa | Lotte Loebinger    |
| Schneekönigin    | Natalja Klimowa     | Annekathrin Bürger |
| Kommerzienrat    | Nikolai Bojarski    | Herwart Grosse     |
| König Erik XXIX. | Jewgeni Leonow      | Rainer R. Lange    |
| Prinzessin Elsa  | Irina Gubanowa      | Ursula Staack      |
| Prinz Klaus      | Georgi Koroltschuk  | Peter Aust         |
| Räuberhauptfrau  | Olga Wikland        | Hanna Rieger       |
| Räubertochter    | Era Siganschina     | Helga Piur         |
| Märchenerzähler  | Waleri Nikitenko    | Otto Mellies       |

## Kritik
Die Seite KinderFilmWelt meinte, der Film sei „so romantisch und verträumt wie ein Märchen sein“ müsse. Weiter hieß es: „Die Kostüme und die Räume verbreiten zu jeder Szene die passende Stimmung. Über die Räuber kann man herrlich lachen und auch im Schloss des habgierigen Königs geht es seltsam und lustig zu. Die Geschichte ist also bei aller Spannung auch sehr witzig angelegt.“ Deutlich könne man an den Filmtricks sehen, dass der „Film fast fünfzig Jahre alt“ sei, „vor allem bei den Zeichen- und Puppentrickelementen“. Aber genau das mache auch „Spaß“, denn ein Märchen erzähle ja „von alten Zeiten“ und da
passe ein „bisschen ‚alte‘ Filmstimmung wunderbar“.
Auch Cinema stellte auf die Spezialeffekte von 1966 ab und schrieb, „auch wenn diese heutzutage unfreiwillig komisch wirken [würden], überrasch[e] der Film doch mit originellen Ideen und entwickel[e] seinen ganz eigenen Charme“.
Kino.de äußerte, „der Grundgedanke der Geschichte, ein Appell an Wärme und Menschlichkeit, bleib[e] auch in dieser russischen Märchenverfilmung einwandfrei erhalten“.